# Der 10. Mai
Der 10. Mai ist ein an diesem einen Tag im Jahre 1940 im Schweizer Grenzgebiet zum Deutschen Reich und in Zürich spielendes Flüchtlingsdrama von Franz Schnyder. Der in der Bundesrepublik Deutschland unter dem Titel Die Angst vor der Gewalt laufende Film erlebte seine Uraufführung am 18. Oktober 1957 in Zürich.

## Handlung
Zweiter Weltkrieg, 10. Mai 1940: Die Truppen der deutschen Wehrmacht eröffnen den Westfeldzug und dringen auf breiter Front in die Niederlande, Belgien und Luxemburg ein.
Ortswechsel ins deutsch-schweizerische Grenzgebiet: Früh morgens kontrolliert der bewaffnete Schweizer Bahnstreckenkontrolleur Emil Tschumi die Bahngleise entlang der Grenze. Er überrascht den deutschen Flüchtling Werner Kramer, der soeben den Rhein durchschwommen hat. Tschumi, ein gutmütiger, alter Mann, nimmt den Maschinentechniker erst einmal mit in sein winziges Diensthäuschen und bietet ihm an, dort seine nassen Kleider zu trocknen.
Der junge Deutsche behauptet, dass er von der Gestapo verfolgt werde, weil er sich mit einem Kollegen über ausländische Radiosender unterhalten habe. Tschumi sympathisiert mit ihm, doch da die Grenzbeamten Kramer ausweisen würden, bedeutet er ihm zu fliehen.
An diesem 10. Mai marschieren auch entlang der Grenze zur Schweiz deutsche Divisionen auf. Aus Furcht vor einem Überraschungsangriff befiehlt der Schweizer Bundesrat die Generalmobilmachung. Die Schweizer Grenze wird nunmehr scharf bewacht. Ein alter deutscher Flüchtling, der ohne Papiere am Schweizer Grenzbahnhof ein Zugticket ins Landesinnere lösen will und dafür keine Schweizer Franken besitzt, wird unter den Augen des geschockten Werner Kramer von der Schweizer Grenzpolizei abgeführt. Mit Hilfe eines Lkw-Fahrers kann Kramer die Grenzregion verlassen; dieser lässt ihn dann aber wenig später unvermittelt im Nirgendwo sitzen. Schließlich gelangt Kramer bis nach Zürich, wo er eine Freundin aus gemeinsamen Kindertagen, Anna Marti, wiedersieht. Diese arbeitet als Schneiderin in dem Modegeschäft Perrin.
Anna rät ihm, die einflussreiche Familie Hefti um Hilfe zu bitten, die Kramer von früher kennt. Doch diese Leute haben sich, wie viele andere wohlhabende Familien der Schweiz, in das Innere des Landes abgesetzt, wo man sich vor einem eventuellen Einmarsch der Deutschen sicher wähnt. Werner Kramer versteckt sich mit Billigung Annas in einer Mansarde, stets in der Angst, als Illegaler denunziert, entdeckt und infolgedessen ausgewiesen zu werden. Vor allem Annas Schwager Albert Widmer scheint ihm nicht wohlgesinnt zu sein. Ihn fürchtet Kramer am meisten, da er seinen Unmut über Kramers Anwesenheit deutlich zeigt. Und so reift am nächsten Morgen in dem Deutschen der Entschluss, dem Versteckspiel ein Ende zu bereiten und sich dem Wachtmeister Grimm zu stellen. Der altgediente Polizist erweist sich rasch als ein von tiefer Humanität geprägter Ur-Schweizer, der dem jungen Mann helfen will und sich seines schwierigen Falles annimmt.

## Produktion
Regisseur Schnyder wurde durch eigene Erlebnisse des Jahres 1940 zu diesem dramatischen Filmstoff inspiriert. Er diente zu dieser Zeit in einem Gebirgsregiment. Das Drehbuch entwarf er im Herbst 1956 während des Volksaufstandes in Ungarn. Diese Ereignisse nahm er zum Anlass, Analogien zwischen 1956 und 1940 zu ziehen: Dort die Auflehnung gegen die sowjetischen Besatzer, 1940 die Abwehrmassnahmen gegenüber einer militärischen Bedrohung durch das nazistische Deutschland. Um diesen Film realisieren zu können, musste Schnyder ihn selbst produzieren. Gemeinsam mit Kollegen gründete er die Neue Film, um das für ihn wichtige Projekt zu verwirklichen.
Für den jungen deutschen Schauspieler Heinz Reincke war dieser Film, den er zu Beginn seiner Leinwandkarriere gedreht hatte, in doppelter Hinsicht ungewöhnlich: Er drehte hier erstmals im Ausland, und er erhielt eine seiner seltenen Hauptrollen vor einer Kinokamera.
Von Schweizer Seite wurde ein beeindruckendes Aufgebot populärer und erfahrener Theater- und Filmkünstler verpflichtet, darunter Emil Hegetschweiler, Max Haufler, Fredy Scheim, Heinrich Gretler, Ellen Widmann, Alfred Rasser, Fred Tanner und die naturalisierte Therese Giehse, eine gebürtige Münchnerin. Als deutsche Schweiz-Residenten wirkten Gustav Knuth, Hermann Wlach und Louis Rainer mit. Für Wlach und Rainer war Der 10. Mai die einzige Nachkriegstätigkeit beim Film. Aus Frankreich wurde Paulette Dubost verpflichtet.
Für diese Produktion übersiedelte der einstige UFA-Kameramann Konstantin Tschet von Deutschland in die Schweiz und blieb dort bis 1964. Auch die Bernerin Linda Geiser kehrte dafür aus der Bundesrepublik, wo sie überwiegend gearbeitet hatte, heim. Die Filmbauten wurden von Max Röthlisberger entworfen.
Der 10. Mai war der offizielle Beitrag bei den Internationalen Filmfestspielen in Berlin 1958, nahm aber auf Wunsch des Bundesrates – der Schweizer Regierung – nicht am Wettbewerb teil: «Mit schmutziger Wäsche geht man nicht ins Ausland». In den bundesdeutschen Kinos lief Die Angst vor der Gewalt am 17. Juli 1958 an.

## Kritik
Obwohl von der Kritik wohlwollend aufgenommen, fand der Film nur wenig Interesse beim Schweizer Publikum.
Das Lexikon des Internationalen Films urteilte: «Ein abgewogener, gedanklich konsequenter Film mit fesselnder Spielfilmhandlung.»
Buchers Enzyklopädie des Films schrieb: «[D]ie Rekonstruktion der Schweizer Reaktionen auf einen möglichen Einmarsch Nazideutschlands in Der 10. Mai (1957) darf in vielem als geglückt bezeichnet werden.»
Das große Personenlexikon des Films schliesslich nannte den Film «beachtlich».